# Giro dell'Emilia 1990
Il Giro dell'Emilia 1990, settantatreesima edizione della corsa, si svolse il 6 ottobre 1990 su un percorso di 207 km. La vittoria fu appannaggio dell'italiano Davide Cassani, che completò il percorso in 5h25'00", precedendo i francesi Gilles Delion e Yvon Madiot.

## Ordine d'arrivo (Top 10)
| Pos. | Corridore           | Squadra              | Tempo    |
| ---- | ------------------- | -------------------- | -------- |
| 1    | Davide Cassani      | Ariostea             | 5h25'00" |
| 2    | Gilles Delion       | Helvetia-La Suisse   | s.t.     |
| 3    | Yvon Madiot         | Toshiba              | s.t.     |
| 4    | Martial Gayant      | Toshiba              | s.t.     |
| 5    | Stefano Della Santa | Amore & Vita-Fanini  | s.t.     |
| 6    | Roberto Gusmeroli   | Château d'Ax Salotti | s.t.     |
| 7    | Marc Madiot         | Toshiba              | a 18"    |
| 8    | Mauro Gianetti      | Helvetia-La Suisse   | a 36"    |
| 9    | Laurent Dufaux      | Helvetia-La Suisse   | s.t.     |
| 10   | Fabrizio Bontempi   | Diana-Colnago-Animex | a 47"    |